# Gereon Klug
Gereon Klug, Pseudonym Hans E. Platte (* 1969 in Siegen), ist ein deutscher Autor, Werbetexter, DJ, Journalist und Tourmanager.

## Leben
Gereon Klug absolvierte nach seinem Abitur am Gymnasium Am Löhrtor in Siegen  journalistische Praktika, unter anderem bei der Siegener Zeitung und Radio Siegen. In Göttingen studierte er Politik, Publizistik und Germanistik. Er übernahm dort den Schallplattenladen dis records  und organisierte zahlreiche Veranstaltungen im Göttinger Raum. Außerdem arbeitete er als Redakteur einiger Stadtmagazine. Nach acht Jahren verkaufte er den Plattenladen und übersiedelte nach Hamburg.
In Hamburg gründete Klug im Karoviertel einen auf Hamburger Künstler spezialisierten Schallplattenladen, die Hanseplatte, wo auch Konzerte stattfanden. In einem Newsletter wurden die Neuerscheinungen seit 2008 auf literarisch-ironische Art beworben. 2014 erschien unter dem Pseudonym Hans E. Platte eine Sammlung dieser Texte unter dem Titel Low Fidelity. Hans E. Plattes Briefe gegen den Mainstream. Darüber hinaus wurde im selben Jahr auf dem Label Staatsakt ein dazugehöriger Sampler veröffentlicht, mit Songs von Bands wie Die Sterne, Deichkind und Tocotronic. 2012 gab er die geschäftsführende Leitung der Hanseplatte ab, den Newsletter verfasst er bis heute.
Klug arbeitete für zwei Jahre bei einer Hamburger Werbeagentur. Ebenfalls in Hamburg gründete er das heute nicht mehr existierende Label Nobistor, über das unter anderem auch Singles und Alben von Studio Braun, Heinz Strunk, Jacques Palminger, Helge Schneider, Felix Kubin, Carsten Meyer und Mutter erschienen. Er arbeitet als Tourmanager von Rocko Schamoni, Studio Braun sowie Fraktus und ist auch an weiteren Projekten der Studio Braun-Mitglieder beteiligt. Er trat z. B. in der TV-Verfilmung von Strunks gleichnamigem Roman Jürgen – Heute wird gelebt als Fahrkartenkontrolleur auf. 2016 war Klug Herausgeber von Drei Farben Braun. Das Buch ist eine von ihm kommentierte Werkschau des Humor-Trios Studio Braun. Auch beim Label Pudel Produkte war Klug neben Schamoni und Ralf Köster leitend tätig. Das Label veröffentlichte vornehmlich Künstler aus dem Umfeld des Golden Pudel Clubs und ging später in das Label Staatsakt über.
2018 schrieb Klug gemeinsam mit Andreas Dorau das Musical König der Möwen, welches im Rahmen des Sommerfestivals auf Kampnagel 2018 uraufgeführt und auch als Album veröffentlicht wurde.
Klug wirkt außerdem als Songschreiber. Er gilt z. B. als Urheber der Songidee zum Deichkind-Song Leider Geil und ist auch an weiteren Songtexten beteiligt. Er legt regelmäßig in Hamburger Clubs unter dem Künstlernamen „DJ Dr. Dr. Penis“ als DJ auf. Gemeinsam mit Schamoni betreibt er den Podcast Auf der Bahn, der über Audible vertrieben wird.
Zusammen mit Christian Dabeler, Maurice Summen und Timur Mosh Cirak gründete er die Gruppe OIL.
OIL ist ein Autorenkollektiv und eine Band.

## Sonstiges
Klug veröffentlichte zahlreiche Kolumnen unter anderem für die Die Zeit, die taz, brand eins und war journalistisch im kulturellen Bereich tätig. Er war Kandidat bei Wer wird Millionär?, scheiterte jedoch an der Aufgabe, den Songtext von Ich wollt’, ich wär ein Huhn in die korrekte Reihenfolge zu bringen. Außerdem arbeitet er als Autor für Fernsehserien, zum Beispiel für Check Check, eine Flughafen-Satire mit Klaas Heufer-Umlauf.

## Veröffentlichungen

### Musik
- 2018: König der Möwen (mit Andreas Dorau) (Tapete Records)

### Songtexter (Auswahl)
- Leider geil von Deichkind